# John Wahlborg
John Wahlborg, född 17 november 1869 i Vedum i Västergötland, död 11 november 1926 i Denver, Colorado, USA, svensk baptistpredikant, författare, översättare och tidningsman. 1905 startade Wahlborg Ungdomens Veckopost. UV upphörde 1962. Wahlborg var pastor i många olika församlingar, exempelvis 1918–1924 i dåvarande Stockholms åttonde baptistförsamling, Saron, på Birger Jarlsgatan (1961 gick Saron och två andra församlingar ihop i Norrmalms baptistförsamling).

## Historia
Wahlborg skriver i sin bok "I Mästarens ärenden. 35 år som svensk baptistpredikant" om uteslutningen av Filadelfia från Stockholms distriktsförening av baptistförsamlingar: "Det var år 1913, som Stockholms sjunde baptistförsamling, Filadelfia, uteslöts ur Stockholms D.F. av baptistförsamlingar. Anledning uppgavs vara, att församlingen tillåtit ett par eller tre personer, sinnesändrade och döpta men icke tillhörande Svenska Baptistsamfundet, att deltaga med henne i firandet av Herrens Heliga Nattvard. Jag kan helt enkelt ej beskriva, huru pinsamt denna distriktårsmötets handling berörde mig. Jag sörjde däröver i dagar och nätter."